# Psychotria perrieri
Psychotria perrieri är en måreväxtart som beskrevs av Cornelis Eliza Bertus Bremekamp. Psychotria perrieri ingår i släktet Psychotria och familjen måreväxter. Inga underarter finns listade i Catalogue of Life.